# Национални пут Јапана 507
Национални пут Јапана 507 је Национални пут у Јапану, пут број 507, који спаја градове Итоман и Наха, укупне дужине 26,5 км.

## Важнији укрштаји
- са јужне стране
  - Национални пут Јапана 331 у граду Итоман
  - Национални пут Јапана 329
- са северне стране
  - Национални пут Јапана 330 у граду Наха